# Jordan River (Derwent River)
Der Jordan River ist ein Fluss im Südosten des australischen Bundesstaates Tasmanien.

## Geografie

### Flusslauf
Der 111 Kilometer lange Jordan River entspringt an den Westhängen des Northumbria Hill und südwestlich von Oatlands. Von dort fließt er zunächst einige Kilometer nach Norden und wendet westlich von Oatlands seinen Lauf nach Süden. Er unterquert bei Apsley den Lake Highway (A5) und bei Brighton den Midland Highway (A1). Bei Bridgewater mündet er in den Derwent River.

### Nebenflüsse mit Mündungshöhen
Der Jordan River hat folgende Nebenflüsse:
- Green Hill Rivulet – 338 m
- Exe Rivulet – 298 m
- Spring Hill Creek – 247 m
- Green Ponds Rivulet – 169 m
- Waddles Creek – 117 m
- Green Valley Rivulet – 91 m
- Grahams Creek – 86 m
- Mangalore Creek – 45 m